# Johannes Sambucus

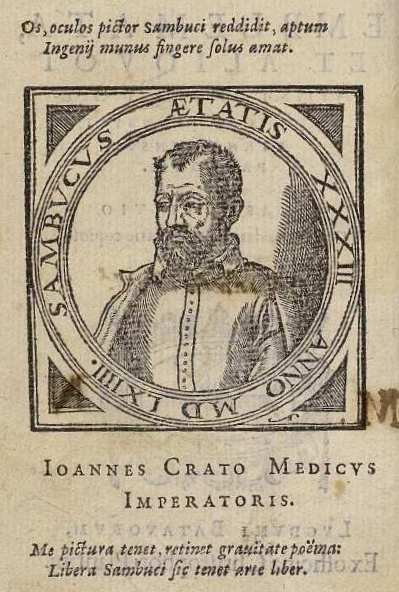
Retrato de Johannes Sambucus a los 33 años de edad (1564), xilografía al verso de la portada de los Emblemata, et aliquot nummi antiqui operis, edición de Cristóbal Plantino, Leiden, 1584. Biblioteca Nacional de España.

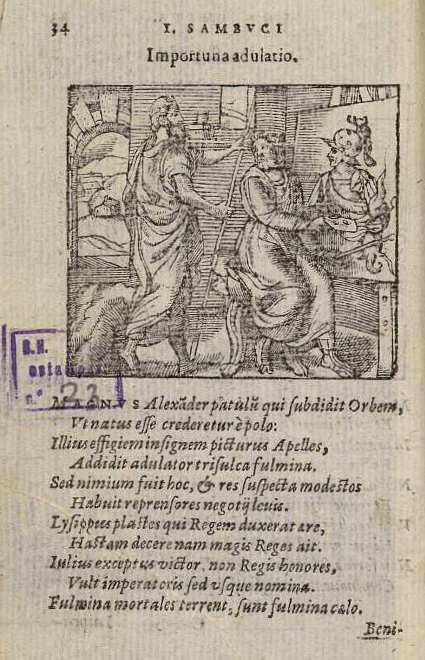
«Importuna adulatio», número 22 de los Emblemata de Johannes Sambucus en la edición de Cristóbal Plantino, Leiden, 1584 (4ª ed.). Apeles trabajando en el retrato de Alejandro Magno.

Johannes Sambucus (Zsámboky János) (Trnava, 1531-Viena, 1584) fue un médico, humanista, filólogo, bibliófilo e historiador húngaro, recordado primordialmente como autor de uno de los primeros libros de emblemas, los Emblemata, et aliquot nummi antiqui operis, cuya primera edición, publicada en Amberes por Cristóbal Plantino, apareció en 1564.

## Biografía
Dedicó el emblema 119, «Tirnaviae patriae meae», a las armas de su ciudad natal por su nombre en latín, Tirnavia, ciudad de la Panonia fundada por Bela IV, llamada en húngaro Nagyszombat y actualmente Trnava en Eslovaquia. Su padre Petrus ocupaba una respetable posición dentro de la nobleza local y le inició en el estudio del latín. Durante veintidós años viajó por Europa como estudiante antes de establecerse como médico e historiógrafo de la corte vienesa al servicio del emperador Maximiliano II de Habsburgo. Consta su paso por las universidades de Viena (abril de 1542), Leipzig (1543), Wittenberg (junio de 1545), Ingolstadt (1548), donde tendrá como profesor de matemáticas a Petrus Apianus, Estrasburgo (1550) y París (otoño de 1550). De sus viajes dio cuenta en otro emblema autobiográfico, el 117 de la primera edición, con el lema «Fidei canum exemplum» [el perro es ejemplo de fidelidad], dedicado a su perros Bombo y Madel, que

Hi me sequuntur per mare,
Terras per, & cunctos locos.
Hos Gallia alumnos tulit,
Videre Romam nescii,
Νεάν τε καὶ καλὴν πόλιν,
Et Teutonae terrae procul
Partem quae habetur optima.
Belgas peragrarunt simul...

[Me han seguido por tierra y mar, a todas partes. París los ha albergado a menudo; han visto —bien que ignorándola— Roma; la nueva y hermosa ciudad (Νεάν πόλιν = Nápoles); y la zona amena que está próxima a la tierra alemana. Bélgica también la han andado juntos...]
Sambucus reunió una importante biblioteca en la que abundaban los manuscritos y preparó la edición de obras de autores clásicos como el Ars poetica de Horacio o los Diálogos de Luciano de Samósata, junto a otras de autores modernos raras o poco conocidas, entre ellas las de Antonio Bonfini, Historia Pannonica, sive, Hungaricum rerum decades IV, de la que salió una primera edición en Basilea en 1568, y Symposion trimeron sive: Antonii Bonfinii de pudicitia coniugali & virginitate (Basilea, 1572) o la biografía del cardenal Cisneros redactada por Alvar Gómez de Castro, De rebus gestis a Francisco Ximenio Cisnerio, archiepiscopo Toletano, libri octo, publicada en el tercer tomo de los Rerum Hispanicarum scriptores, Fráncfort, 1581, edición que firmó como consejero e historiador de su majestad cesárea, que lo era por entonces Rodolfo II.
Haciendo gala de una cultura visual y emblemática fundada en el estudio de los autores clásicos y cargada de símbolos jeroglíficos, tras la batalla de Lepanto concibió una serie de monumentos y arcos triunfales dedicados a Juan de Austria, publicados en un volumen con sus epigramas y declaraciones de las pinturas en Amberes, en la oficina de Philip Galle, 1572. También en Amberes publicó en 1574 una colección de retratos de filósofos y médicos antiguos y modernos con sus elogios, Icones veterum aliquot, ac recentium medicorum, philosophicorumque elogis suis.
Pero son sin duda los Emblemata la obra con la que obtuvo mayor repercusión, extendiéndose su fama al ámbito europeo, con cinco ediciones latinas antes de terminar el siglo (1564, 1569, 1576, 1584 y 1599) todas ellas en la oficina plantiniana, una traducción al holandés publicada en 1566 y otra al francés, fechada en 1567. Los 167 emblemas de la primera edición, ampliados a partir de la segunda con otros 56, van precedidos de un prefacio, en el que exponía su teoría del emblema, que para él ha de ser algo más que una fábula o un epigrama ilustrado y contener algo de misterioso. Cada emblema está compuesto por un mote o lema, una ilustración grabada en madera, cuyos dibujos, al parecer, Sambucus había encargado a Lucas de Heere pero que Plantino hizo dibujar de nuevo a Pieter Huys y Geoffroy Ballain y fueron grabados por Gerard Janssen van Kampen, Cornelis Muller y Arnold Nicolai, y un epigrama latino. Parte de ellos incluyen además una dedicatoria a conocidos humanistas, amigos o familiares, comenzando por el primero, dedicado al emperador Maximiliano II, y se cierra el libro con un apéndice dedicado a la numismática con veintitrés monedas antiguas.